# Rajd Valais
Rajd Valais (Rallye International du Valais) – organizowany od 1960 roku asfaltowy rajd samochodowy z bazą w Martigny. Odbywa się na trasach w szwajcarskim kantonie Valais. Od 1980 stanowi eliminację mistrzostw Europy. Odbywają się tu również mistrzostwa Szwajcarii, a w latach 2007 i 2008 rajd ten stanowił jedną z eliminacji serii Intercontinental Rally Challenge. W ramach IRC Rajd Valais wygrywali Francuz Nicolas Vouilloz (2007) i Belg Freddy Loix (2008).
Rajd Valais po raz pierwszy odbył się w 1960 roku, dzięki wsparciu Philippe'a Simonetty, lokalnego właściciela winnic i początkowo nosił nazwę "Le 1er Comptoir de Martigny". Następnie od 1975 roku używano nazwy "Rallye du Vin". W latach 1981–1984 rajd nosił nazwę "Rallye International du Vin et du Valais", a swoją obecną nazwę nosi od 1985 roku.

## Zwycięzcy od 1980[1]
| Rok  | Nazwa rajdu                                                | Kierowca         | Pilot                 | Samochód                       | Kategoria |
| ---- | ---------------------------------------------------------- | ---------------- | --------------------- | ------------------------------ | --------- |
| 1980 | 21. Rallye du Vin                                          | Per Eklund       | Hans Sylvan           | Toyota Celica 2000GT           |           |
| 1981 | 22. Rallye International du Vin et du Valais               | Jimmy McRae      | Mike Nicholson        | Opel Ascona 400                | ERC1      |
| 1982 | 23. Rallye International du Vin et du Valais               | Josef Haider     | Jörg Pattermann       | Opel Ascona 400                | ERC2      |
| 1983 | 24. Rallye International du Vin et du Valais               | Robert Droogmans | Ronny Joosten         | Ford Escort RS                 | ERC2      |
| 1984 | 25. Rallye International du Vin et du Valais               | Harald Demuth    | Willy Lux             | Audi Quattro                   | ERC2      |
| 1985 | 26. Rallye International du Valais                         | Patrick Snijers  | Dany Colebunders      | Lancia 037                     | ERC2      |
| 1986 | 27. Rallye International du Valais                         | Robert Droogmans | Ronny Joosten         | Ford RS200                     | ERC2      |
| 1987 | 28. Rallye International du Valais                         | Robert Droogmans | Ronny Joosten         | Ford Sierra RS Cosworth        | ERC2      |
| 1988 | 30. Rallye International du Valais                         | Philippe Roux    | Paul Corthay          | Lancia Delta Integrale         | ERC2      |
| 1989 | 30. Rallye International du Valais                         | C. Jacquillard   | C. Jacquillard        | Ford Sierra RS Cosworth        | ERC5      |
| 1990 | 31. Rallye International du Valais & 2. Rallye de Martigny | Sepp Haider      | Christian Geistdörfer | Opel Kadett GSi                | ERC5      |
| 1991 | 32. Rallye International du Valais                         | Erwin Keller     | Ronny Hofmann         | Mitsubishi Galant VR-4         | ERC5      |
| 1992 | 33. Rallye International du Valais                         | Philippe Roux    | Paul Corthay          | Lancia Delta Integrale         | ERC5      |
| 1993 | 34ème Rallye International du Valais                       | Olivier Burri    | Christophe Hofmann    | Ford Sierra RS Cosworth        | ERC5      |
| 1994 | 35ème Rallye International du Valais                       | Olivier Burri    | Christophe Hofmann    | Toyota Celica 4WD Turbo        | ERC5      |
| 1995 | 36ème Rallye International du Valais                       | Olivier Burri    | Christophe Hofmann    | Ford Escort RS Cosworth        | ERC5      |
| 1996 | 37ème Rallye International du Valais                       | Olivier Burri    | Christophe Hofmann    | Subaru Impreza 555             | ERC5      |
| 1997 | 38ème Rallye International du Valais                       | Andrea Aghini    | Loris Roggia          | Toyota Celica GT Four          | ERC5      |
| 1998 | 39ème Rallye International du Valais                       | Olivier Burri    | Christophe Hofmann    | Toyota Celica GT Four          | ERC5      |
| 1999 | 40ème Rallye International du Valais                       | Cyril Henny      | Aurore Brand          | Peugeot 306 Maxi               | ERC5      |
| 2000 | 41ème Rallye International du Valais                       | Cyril Henny      | Aurore Brand          | Peugeot 306 Maxi               | ERC10     |
| 2001 | 42ème Rallye International du Valais                       | Olivier Burri    | Christophe Hofmann    | Peugeot 206 WRC                | ERC10     |
| 2002 | 43ème Rallye International du Valais                       | Janusz Kulig     | Jarosław Baran        | Ford Focus WRC                 | ERC10     |
| 2003 | 44ème Rallye International du Valais                       | Olivier Burri    | Christophe Hofmann    | Subaru Impreza WRC             | ERC10     |
| 2004 | 45ème Rallye International du Valais                       | Piero Liatti     | Vanda Geninatti       | Peugeot 206 XS S1600           |           |
| 2005 | 46ème Rallye International du Valais                       | Olivier Gillet   | Frédéric Helfer       | Renault Clio S1600             |           |
| 2006 | 47ème Rallye International du Valais                       | Olivier Burri    | Fabrice Gordon        | Subaru Impreza WRX STi         |           |
| 2007 | 48ème Rallye International du Valais                       | Nicolas Vouilloz | Nicolas Klinger       | Peugeot 207 S2000              | IRC       |
| 2008 | 49ème Rallye International du Valais                       | Freddy Loix      | Robin Buysmans        | Peugeot 207 S2000              | IRC       |
| 2009 | 50ème Rallye International du Valais                       | Grégoire Hotz    | Pietro Ravasi         | Peugeot 207 S2000              | ERC       |
| 2010 | 51ème Rallye International du Valais                       | Luca Rossetti    | Matteo Chiarcossi     | Fiat Abarth Grande Punto S2000 | ERC       |
| 2011 | 52ème Rallye International du Valais                       | Laurent Reuche   | Jean Deriaz           | Peugeot 207 S2000              | ERC       |
| 2012 | 53ème Rallye International du Valais                       | Laurent Reuche   | Jean Deriaz           | Peugeot 207 S2000              | ERC       |
| 2013 | 54ème Rallye International du Valais                       | Esapekka Lappi   | Janne Ferm            | Škoda Fabia S2000              | ERC       |
| 2014 | 55ème Rallye International du Valais                       | Esapekka Lappi   | Janne Ferm            | Škoda Fabia S2000              | ERC       |

- ERC – Rajdowe Mistrzostwa Europy (liczba oznacza współczynnik rajdu)
- IRC – Intercontinental Rally Challenge